# Spartan Race

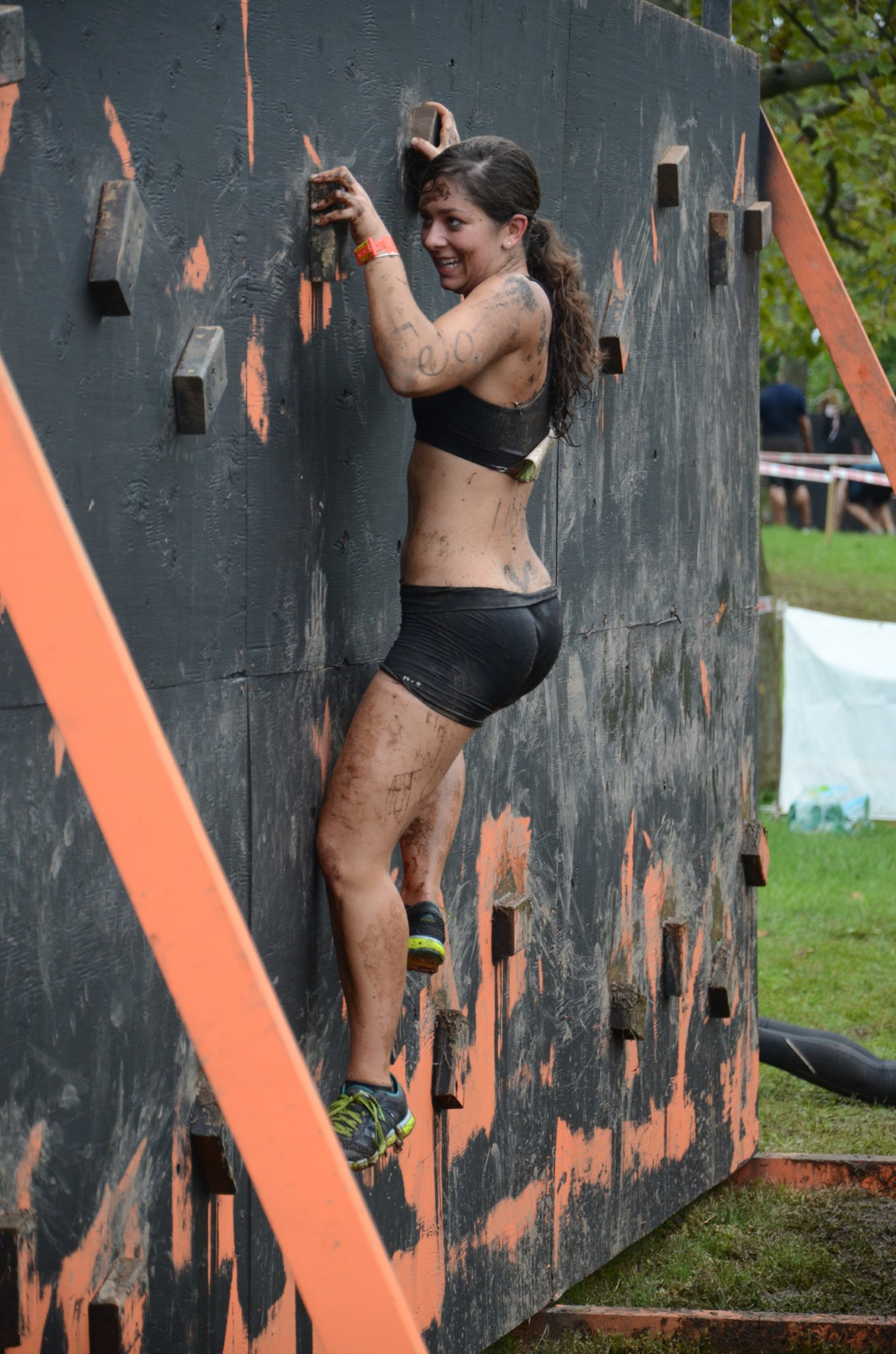
Boulder-Hindernis

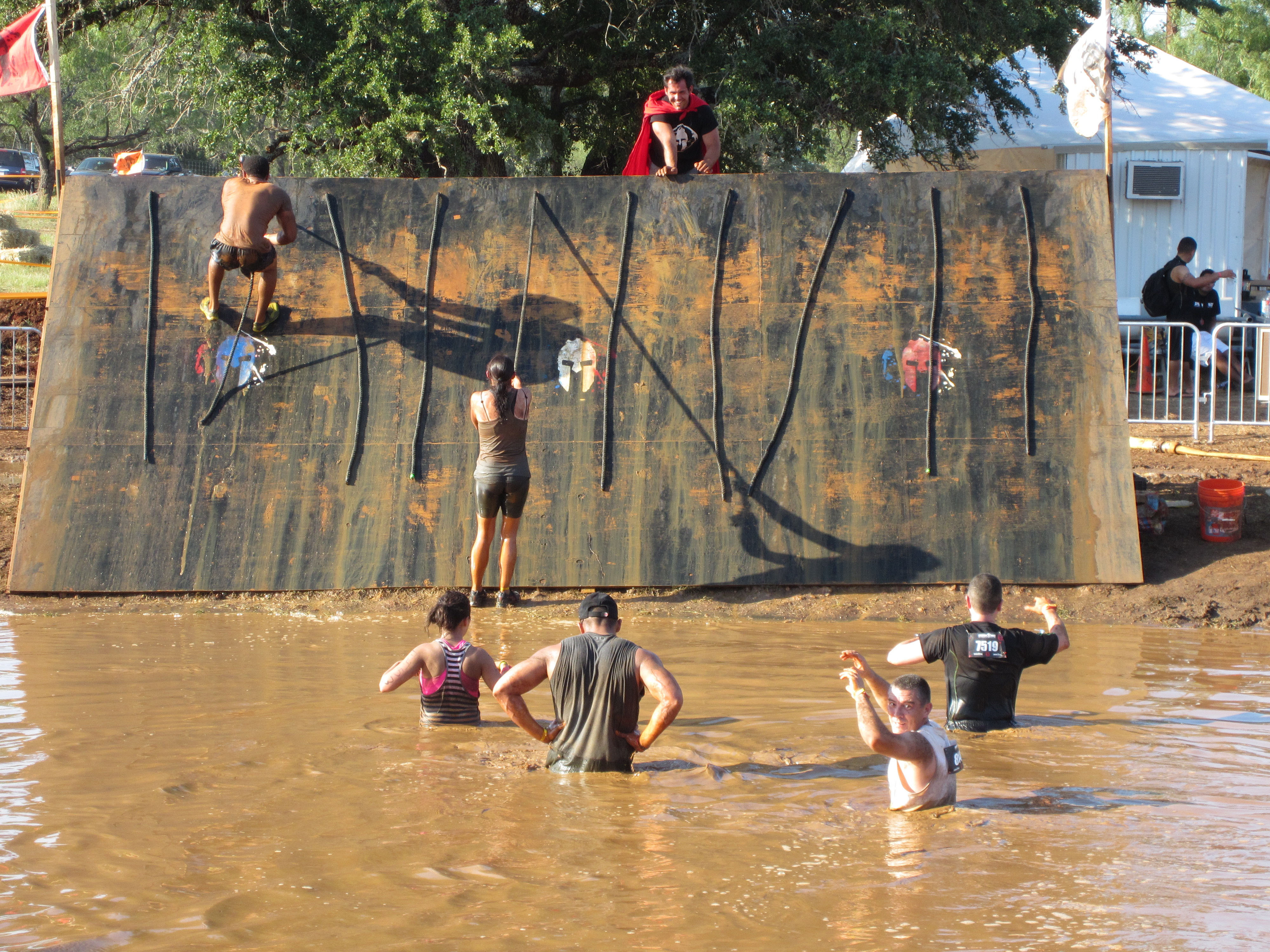
Seilwand

Das Spartan Race ist ein Extrem-Hindernislauf. Es wurde 2007 als Nachfolger des erstmals 2004 ausgetragenen 24-Stunden-Rennens „Death Race“ gegründet. Mit jährlich 170 Rennen in 25 Ländern auf allen sechs Kontinenten und über 1 Million Startern ist es die weltweit größte Obstacle-Race-Rennserie.

## Rennformat
Der Spartan Race fordert die Disziplinen: Ausdauer, Kraft, Beweglichkeit, Schnelligkeit, Kognition, Geschicklichkeit, Balance und Koordination.
Der Lauf startet traditionell mit: AROO! AROO! AROO!, angeblich dem Schlachtruf der antiken Spartaner-Krieger. Neben einer Laufdistanz müssen je nach Distanz bis zu 60 Hindernisse überwunden werden. Hindernisse sind beispielsweise: Überwinden einer neun Fuß (ca. 2,74 Meter) hohen Eskaladierwand, Überspringen eines Feuers, an Tauen hochklettern, um am oberen Ende eine Glocke zu läuten, Speerwurf, Strecke unter Stacheldraht hindurch kriechen, sich eine Ziffernkombination merken oder Sandsäcke (Männer 40 lbs (~ 20 kg) und Frauen 20 lbs (~ 10 kg)) einen Berg hinaufschleppen. Schafft man das Hindernis nicht, muss man stattdessen in einer extra dafür eingerichteten Zone bis zu 30 Straf-Burpees absolvieren. Bei den Beast-Distanzen kommen oftmals Berglauf-Elemente (ca. 1500–2500 Höhenmetern) ins Spiel.
Die Laufserie richtet sich sowohl an ambitionierte Hobbyathleten wie an Profis. Es gibt die folgenden Distanzen:
| Name | Distanz in Meilen | Distanz in km (ca.) | Distanzen ab 2020 (Regeländerung) | Medaillen/Wedge und T-Shirt-Farbe | Besonderheiten |
| --- | --- | --- | --- | --- | --- |
| Spartan Sprint | 3+ | 5–7 | 5 km | Medaille und Wegde mit rotem Spartan-Emblem | |
| Spartan Super | 8+ | 12–16 | 10 km | Medaille und Wegde mit blauem Spartan-Emblem | Bei gewissen Events können z. B. größere Schwimmstrecken vorkommen (Super Duisburg Regattabahn) |
| Spartan Beast | 12+ | >21 | 21 km | Medaille und Wegde mit grünem Spartan-Emblem | Meist mit Höhenmeter verbunden |
| Spartan Ultra Beast | 26+ | 50 | 50 km | Medaille und Wegde mit magenta Spartan-Emblem | Teilnehmer sollte zuvor mindestens ein Beast finishen. Für diese Distanz gilt ein maximales Zeitlimit von 16 Stunden. Aktuell in Westeuropa nur in Andorra, Edinburgh und Morzine möglich. |
| Nach Beendigung der Einzeldistanzen (Sprint, Super, Beast) erhält man jeweils zur Medaille ein Trifecta Wegde (Dreieck), diese können zu einer sogenannten Trifecta Medaille zusammengefügt werden und bilden dann eine „große“ Medaille aus den einzelnen Spartan-Emblems. | | | | | |
| Trifecta Weekend | Es besteht die Möglichkeit alle Distanzen an einem sogenannten „Trifecta Weekend“ zu absolvieren. Im Regelfall bedeutet das, dass man am ersten Tag die Distanzen Beast (morgens) und Sprint (mittags) absolviert und am folgenden Tag den Super. Am ersten Tag besteht für den Beast jedoch, bedingt durch die zweit Distanz, ein „Zeitlimit“, da sonst die Teilnahme am Sprint unter Umständen nicht möglich ist. | Es besteht die Möglichkeit alle Distanzen an einem sogenannten „Trifecta Weekend“ zu absolvieren. Im Regelfall bedeutet das, dass man am ersten Tag die Distanzen Beast (morgens) und Sprint (mittags) absolviert und am folgenden Tag den Super. Am ersten Tag besteht für den Beast jedoch, bedingt durch die zweit Distanz, ein „Zeitlimit“, da sonst die Teilnahme am Sprint unter Umständen nicht möglich ist. | Es besteht die Möglichkeit alle Distanzen an einem sogenannten „Trifecta Weekend“ zu absolvieren. Im Regelfall bedeutet das, dass man am ersten Tag die Distanzen Beast (morgens) und Sprint (mittags) absolviert und am folgenden Tag den Super. Am ersten Tag besteht für den Beast jedoch, bedingt durch die zweit Distanz, ein „Zeitlimit“, da sonst die Teilnahme am Sprint unter Umständen nicht möglich ist. | Es besteht die Möglichkeit alle Distanzen an einem sogenannten „Trifecta Weekend“ zu absolvieren. Im Regelfall bedeutet das, dass man am ersten Tag die Distanzen Beast (morgens) und Sprint (mittags) absolviert und am folgenden Tag den Super. Am ersten Tag besteht für den Beast jedoch, bedingt durch die zweit Distanz, ein „Zeitlimit“, da sonst die Teilnahme am Sprint unter Umständen nicht möglich ist. | Es besteht die Möglichkeit alle Distanzen an einem sogenannten „Trifecta Weekend“ zu absolvieren. Im Regelfall bedeutet das, dass man am ersten Tag die Distanzen Beast (morgens) und Sprint (mittags) absolviert und am folgenden Tag den Super. Am ersten Tag besteht für den Beast jedoch, bedingt durch die zweit Distanz, ein „Zeitlimit“, da sonst die Teilnahme am Sprint unter Umständen nicht möglich ist. |

| Name                | Zeit/Distanz in Meilen | Distanz in km (ca.) | Medaillen/Wedge und T-Shirt-Farbe             | Besonderheiten |
| ------------------- | ---------------------- | ------------------- | --------------------------------------------- | --- |
| Spartan Ultra Beast | 26+                    | 50                  | Medaille und Wegde mit magenta Spartan-Emblem | Teilnehmer sollte zuvor mindestens ein Beast finishen. Für diese Distanz gilt ein maximales Zeitlimit von 16 Stunden. Aktuell in Westeuropa nur in Andorra, Edinburgh und Morzine möglich. |
| Hurricane Heat 6 H  | 4–6 Stunden            | k. Angaben          | Weißes Spartan-Emblem Hurricane Heat Dog Tag  | Teilnahme nur möglich, wenn zuvor mindestens ein Beast gefinisht wurde. Es handelt sich dabei um ein Teamevent, somit gibt es keine Startnummern. Im Rahmen des Events sind Aufgaben in einer vorgegebenen Zeit als Team zu lösen, bei nicht bestehen der Aufgabe hat dies Burpees für alle zur Folgen. Zusätzlich kommt noch eine sogenannte Basic Gearlist über mitzuführende Gegenstände, die durch eine special Gearlist (diese wird 2 Wochen vor dem Event bekanntgegeben) erweitert wird. BASIC GEAR LIST für alle Hurricane Heat Events - Schwarzes Shirt ohne Logos - Rucksack mit mindestens 2 l Getränk - 30 m 550 Paracord - Aluminium-Rettungsdecke - Sicherheitsweste (Auto) - Schwarzer Edding 500 - 1 Rolle Panzertape - Stirnlampe (bei Nachtevents) + Ersatzbatterien - ausreichend Nahrung (Gels, Riegel etc.) |
| Hurricane Heat 12 H | 12 Stunden             | k. Angaben          | Graues Spartan-Emblem Hurricane Heat Dog Tag  | Siehe Hurricane Heat 6 H Hier kommt dazu, dass der Rucksack der Teilnehmer zu keinem Zeitpunkt während des Events das Mindestgewicht von 20 kg für Männer und 10 kg für Frauen unterschreiten darf. |
| Hurricane Heat 24 H | 24 Stunden             | k. Angaben          | Weißes Spartan-Emblem Hurricane Dog Tag       | Siehe Hurricane Heat 12 H |

| Name    | Zeit/Distanz | Medaillen/Wedge und T-Shirt-Farbe              | Besonderheiten                                                         |
| ------- | ------------ | ---------------------------------------------- | ---------------------------------------------------------------------- |
| Agoge   | ca. 5 Tage   | Medaille und Wegde mit goldenem Spartan Emblem | 1–2 Events jährlich                                                    |
| Stadium | max. 5 km    | Medaille und Wegde mit gelbem Spartan Emblem   | Generell in Stadien, weniger Laufstrecke und deutlich mehr Hindernisse |

Wie auch bei vielen anderen Serien hat auch bei den Spartan-Läufen Fairness und Teamarbeit hohe Priorität. Wenn jemand (außerhalb der Elite- oder Aged-Heat-Wertung) beim Überwinden eines Hindernisses Hilfe benötigt, so kann er sich auf Unterstützung von anderen Beteiligten verlassen.
Die Elitewelle (Top-10-Platzierung) gilt als Qualifikation für die OCR European Championships bzw. die OCR World Championships.
Die Spartan Race Weltmeisterschaft findet im US-amerikanischen Lake Tahoe statt. Bei den Welttitelkämpfen winken den Siegern ein Preisgeld in einer Gesamthöhe von 500.000 Dollar.
Für Nachwuchsathleten im Alter von 4 bis maximal 15 Jahren gibt es das Rennformat: Spartan Juniors Race.
| Distanz  | Alter       | Medaillen/T-Shirt-Farbe         |
| -------- | ----------- | ------------------------------- |
| 0,8 km   | 4–15 Jahre  | Medaille Oranges Spartan-Emblem |
| 1,6 km   | 7–15 Jahre  | Medaille Oranges Spartan-Emblem |
| 3,2 km + | 11–15 Jahre | Medaille Oranges Spartan-Emblem |

## Geschichte
Spartan Race wurde 2009 von Joe De Sena gegründet. Der erste Lauf fand 2010 in Williston, Vermont mit 500 Teilnehmern statt. Mittlerweile findet Spartan Race in 20 Ländern statt, in Kanada, vielen europäischen Ländern, Süd-Korea und Australien. In Deutschland fand das Spartan Race 2014 erstmals im Münchner Olympiapark statt. Seit 2013 ist Reebok der Hauptsponsor. Im Jahr 2012 wurde das Spartan Race vom Outside Magazine zum „Best Obstacle Race“ gewählt. Für 2016 möchte NBC eine Dokumentation über den Spartan Race drehen.

### Sieger 2015
Männer
- Robert Killian: 2:25:54 h
- Ryan Atkins: 2:26:58 h
- Cody Moat: 2:27:58 h

Frauen
- Zuzana Kocumova: 2:53:01 h
- Lindsay Webster: 2:58:02 h
- Rachel Paquette: 2:58:39 h

### Bekannte Teilnehmer
- Jonathan Albon
- Paul Hetke
- Knut Höhler
- Friederike Feil[15]
- Charles Franzke